# Nicolae Petrașcu (scriitor)
Nicolae Petrașcu (născut Nicolae Petrovici; n. 5/17 decembrie 1859, Tecuci, Galați, România – d. 24 mai 1944, București, România) a fost un diplomat, scriitor, memorialist, publicist, istoric de artă și critic de artă și literar român.

## Studii
Urmează școala primară la Tecuci și Liceul „Gheorghe Roșca Codreanu" din Bârlad (1873-1880). A adoptat de timpuriu, ca și fratele său pictorul Gheorghe Petrașcu, numele de familie Petrașcu. Frecventează, începând din 1880, Facultatea de Litere și Drept a Universității din București. Termină facultatea în 1884.

## Activitate diplomatică
În 1885 este numit atașat în Ministerul de Externe iar în 1888 devine șef de cabinet al lui Petre P. Carp. Este numit secretar de legație la Paris în 1889 și apoi la Istanbul în 1890. În 1892 se retrage din activitatea diplomatică.

## Activitate literară publicistică
Ca elev, a trimis câteva poezii la Convorbiri literare, fără a-i fi publicate. Student fiind, frecventează seratele de la „Intim club”. Aici cunoaște pe unii dintre scriitorii importanți ai țării, printre care pe Duiliu Zamfirescu, cu care leagă o strânsă prietenie. În anul 1879, are loc debutul său literar, prin versuri publicate în revista ieșeană  Jurnalu pentru toți. În 1883, este introdus la ședințele din București ale Junimii.
La recomandarea lui Titu Maiorescu, ține, începând din 1892, un curs facultativ de istoria literaturii române la Universitatea din București. Colaborează cu articole la ziarul Constituționalul, în care sprijină activitatea politică a Junimii. Treptat se desprinde de principiile literare și politice ale Junimii. Publică articole pe teme diverse și de critică literară în Convorbiri literare, Revista pentru istorie, arheologie și filologie, Ateneul român, Vieața nouă, Viața socială. Pentru scurt timp, a fost redactor al revistei Convorbiri literare.
Împreună cu D. C. Ollănescu, întemeiază societatea „Amicii literaturii și artei române”. Începând din noiembrie 1896, editează și este director al revistei Literatură și artă română, care apare până în anul 1910. L-a înlocuit pe Ion Luca Caragiale la Direcția Teatrelor, pe timpul lipsei acestuia din țară. Conferențiar la Societatea de Radio (o conferință în 1931; 3 conferințe în 1932; 4 conferințe în 1933; 16 conferințe în 1934; 9 conferințe în 1935).
S-a remarcat prin campania dusă pentru reorganizarea teatrelor naționale și a conservatoarelor de muzică și artă dramatică. A susținut necesitatea ca scriitorii și artiștii să fie sprijiniți de către stat. A fost un prețuitor al artelor plastice și a publicat câteva monografii ale unor artiști pe care i-a cunoscut și pe care i-a susținut în revista sa. În romanul, cu referiri autobiografice, Marin Gelea, în care personajul principal îl prezintă pe arhitectul Ion Mincu, Petrașcu face o descriere a societății românești de la sfârșitul secolului al XIX-lea.

## Aprecierea critică a operei

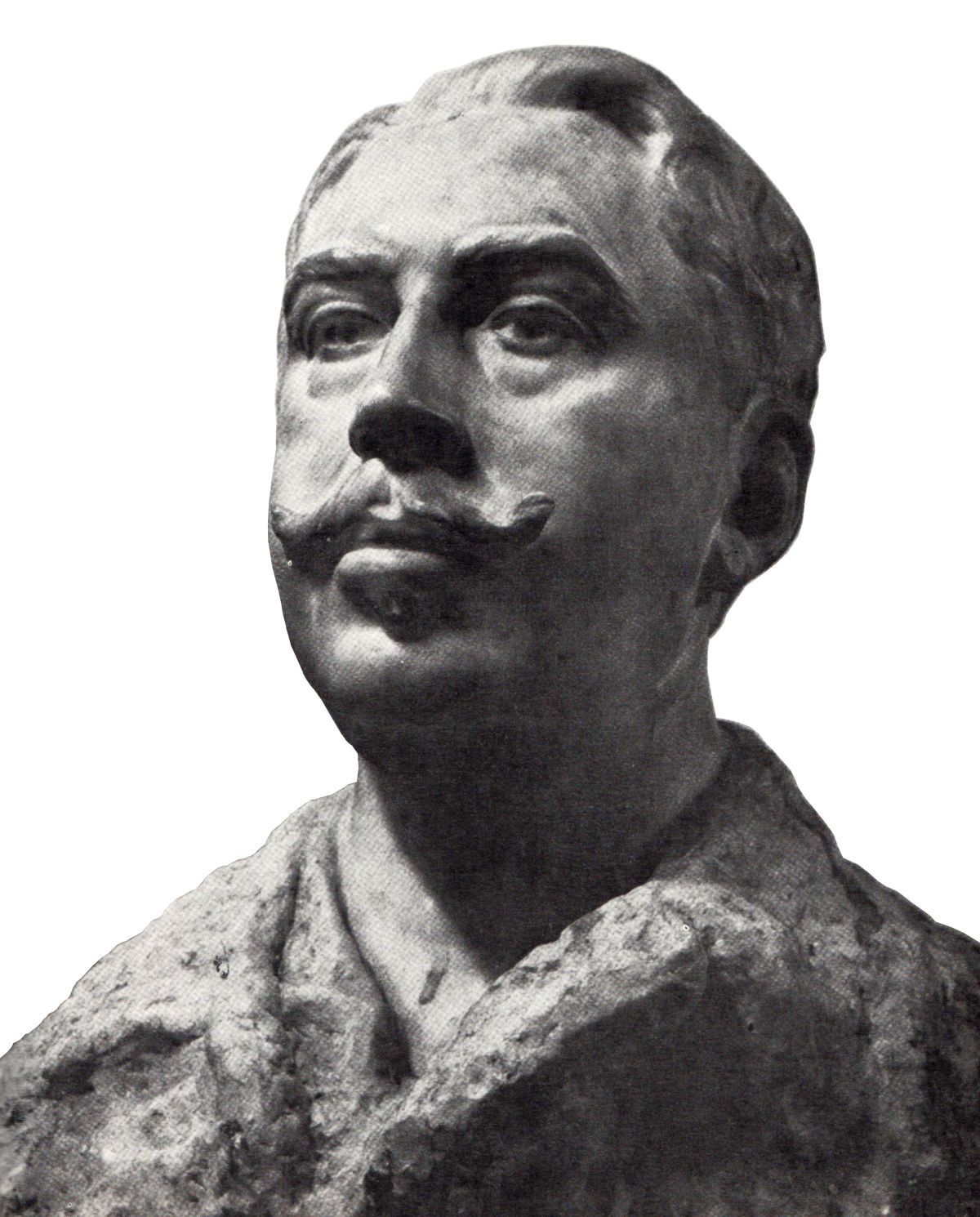
Bustul lui Nicolae Petrașcu - de Dimitrie Paciurea

George Călinescu vede în eroul romanului Marin Gelea pe însuși autorul său. El consideră romanul ca fiind naiv, dar îi recunoaște o intenție de observare și o anume ținută, care îi dau interes istoric. În ce privește opera critică a lui Petrașcu, Călinescu socotește că ea cuprinde amintiri folositoare, dar e lipsită de pătrundere sub raportul analitic.
Așa cum susține Dan Mănucă, Nicolae Petrașcu, prin studiul dedicat lui Mihai Eminescu, publicat în 1892, este primul critic care cercetează viața și opera acestuia într-o lucrare amplă; cu acest studiu, devine și primul critic care inițiază studiul formal al operei eminesciene. În publicațiile de critică literară de după 1892, el încearcă să practice o critică în primul rând pe criterii obiective și mai puțin pe aprecierea doar a gustului artistic; socotește opera literară ca fiind creată decisiv sub influența mediului social, a caracterului și eredității scriitorului; acordă o atenție specială relației dintre publicul cititor și opera literară.
Mihai Gafița apreciază că Petrașcu a fost un critic cu rol important în epocă, dar depășit repede și uitat. În critica sa, remarcă Gafița, Nicolae Petrașcu s-a plasat pe terenul median între Titu Maiorescu și Constantin Dobrogeanu-Gherea.  El s-a stabilit într-o zonă care permitea sinteza comodă - fără aprecieri judecătorești -, descripția explicativă - fără intervenția determinărilor sociale directe - și în locul ambelor favorizând o eseistică agreabilă, întemeiată pe portret și narațiune. Nepropunându-și prea mari sarcini, ci în primul rând pe aceea de a explica opera și personalitatea artistului în chip atrăgător pentru public, această critică era destinată să pătrundă mai repede publicul larg decât cea maioresciană sau gheristă, asigurând semnatarului un prestigiu lesnicios. Dacă nu s-a petrecut acest lucru cu Petrașcu, este din cauza conflictului deschis, lung de un deceniu și jumătate, cu Junimea și cu maiorescienii, pe de-o parte, iar pe de alta din cauza rezervei constante cu care școala lui Gherea a privit această pasăre străină în cuibul criticii sociologice (științifice).
Dumitru Murărașu remarcă poziția lui Nicolae Petrașcu, care consideră defectuoasă și critica metafizică de la Revista Junimii, dar și cea așa numită științifică susținută de Gherea. El urmărește să să îmbine ceea ce crede bun la amândouă direcțiile. E împotriva principiului lui Maiorescu, care la un anume moment considera că numai ce este bun la popoarele culte este bun și pentru noi. Petrașcu este pentru frumosul relativ, dependent de însăși dezvoltarea evolutivă a unei culturi și capabil să ajungă treptat să se confunde cu acela al neamurilor cu o istorie mai veche. El recunoaște influența pe care o are mediul asupra scriitorului.
Alexandru Piru socoate drept interesante volumele de critică și istorie literară Figuri literare contempurane și Scriitori români contimporani.

## Distincții
- Ordinul Meritul Cultural în gradul de Cavaler cl. I, pentru litere (23 septembrie 1942)[1]

## Scrieri publicate
- Mihail Eminescu, București, 1892
- Noi în 1892, București, 1892
- Figuri literare contimpurane, București, 1893
- Vasile Alecsandri, București, 1894
- Scriitori români contimporani, București, 1898
- Carmen Sylva, București, 1899
- Marin Gelea, București, 1905
- Zvârcoliri, în colaborare cu I. Gr. Periețeanu, București, 1907
- Dimitrie C. Ollănescu (Ascanio), București, 1926
- Ion Mincu, București, 1928
- Duiliu Zamfirescu, București, 1929
- Nicolae Grigorescu, București, 1930
- Anghel Demetriescu, București, 1931
- Ioan Georgescu, București, 1931
- Dimitrie Bolintineanu, București, 1932
- G. Demetrescu Mirea, București, f.a.
- Artiști români contemporani, București, f.a.
- Icoane de lumină, volumele I-IV, București, 1935-1941
- Icoane de lumină, ediție îngrijită și prefațată de Dumitru Petrescu, București, 1972